# RK Bjelovar
Rukometni Klub Bjelovar (RK Bjelovar) er en håndboldklub fra Bjelovar, Kroatien, som blev stiftet i 1955. Da klubben hørte under det kommunistiske Jugoslavien, var den kendt under navnet Partizan Bjelovar, opkaldt efter 2. verdenskrigs jugoslaviske partisaner. Efter Kroatiens løsrivelse fra Jugoslavien i 1991 blev det nuværende navn taget.
Partizan Bjelovar var den mest succesrige håndboldklub i Jugoslavien med ni nationale mestertitler for mænd, men i sæsonen 1979-80 sluttede klubben næstsidst i den jugoslaviske liga og rykkede dermed ned. Den spillede herefter i de sekundære jugoslaviske og kroatiske rækker, indtil den til sæsonen 2007-08 sikrede sig oprykning til den bedste kroatiske liga.

## Meritter
- Jugoslavisk mesterskab
  - Vinder: 1958, 1961, 1967, 1968, 1970, 1971, 1972, 1977, 1979

- Mesterholdenes Europa Cup
  - Vinder: 1971-72
  - Finalist: 1961-62, 1972-73
  - Semifinalist: 1967-68, 1970-71